# Coptotriche kenyensis
Coptotriche kenyensis is een vlinder uit de familie vlekmineermotten (Tischeriidae). De wetenschappelijke naam van deze soort is voor het eerst geldig gepubliceerd in 2010 door Mey.
De soort komt voor in tropisch Afrika.